# Nekrolog 1436
Nekrolog
◄◄
| ◄
| 1432
| 1433
| 1434
| 1435
| 1436 | 1437 | 1438 | 1439 | 1440 | ► | ►►
Weitere Ereignisse | Allgemeiner Nekrolog 1436
Die Beschreibung der verstorbenen Person sollte so kurz wie möglich gehalten sein und nur deren signifikante Tätigkeit(en) enthalten.
Neue Namen ggf. auch unter dem Geburts- und Sterbedatum, also etwa unter 1. Januar und im Geburts- und Sterbejahr (2024) eintragen (nur bei entsprechender großer Wichtigkeit). Für Beispiele siehe die schon vorhandenen Artikel.
Außerdem über die fünf zuletzt Verstorbenen, zu denen es einen ausreichend guten Artikel für eine Präsentation auf der Hauptseite gibt, nach der todesbedingten Überarbeitung der Artikel ggf. auch unter Wikipedia Diskussion:Hauptseite informieren und sie am besten auch in den anderen Wikipedia-Sprachversionen eintragen. Tipp: Regelmäßig bei news.google.de nach „ist tot“, „gestorben“ oder „verstorben“ suchen.
Wenn eine Person gestorben ist, gibt es viele Seiten zu dieser Person in der Wikipedia, die davon auch betroffen sind und entsprechend aktualisiert werden müssen. Beispiele: Namenübersichtsseite, Geburtsjahr, Geburtsort-Seiten und viele mehr.
Wie finde ich die betroffenen Seiten?
Im Suchfeld auf der linken Seite gibt man den Suchbegriff so ein: „Vorname Nachname“. Dann klickt man auf Volltext und alle Seiten mit entsprechendem Suchtext werden aufgerufen. Hier sieht man dann schnell, wo auch das Todesjahr Sinn macht oder sogar ein Teil des Artikels angepasst werden muss. Auch hilft das „Werkzeug“ auf der linken Seite sehr gut, um solche Seiten aufzufinden: „Links auf diese Seite“. Somit ist die Wikipedia wieder aktuell in allen Bereichen! Hinweis: bei Eintragung der Kategorie „Gestorben JAHR“ wird der Missbrauchsfilter 49 ausgelöst, was jedoch nicht schlimm ist. Siehe: Spezial:Missbrauchsfilter/49
Dies ist eine Liste von im Jahr 1436 verstorbenen bekannten Persönlichkeiten. Die Einträge erfolgen innerhalb der einzelnen Daten alphabetisch sortiert. Tiere sind im Nekrolog für Tiere zu finden.

## April
| Tag       | Name               | Beruf, bekannt als                                    | Alter | Beleg |
| --------- | ------------------ | ----------------------------------------------------- | ----- | ----- |
| 29. April | Raimundus Sabundus | katalanischer Philosoph                               |       |       |
| 30. April | Ludwig II.         | Herzog von Liegnitz (1419–1436) und Brieg (1399–1436) |       |       |

## Mai
| Tag    | Name                      | Beruf, bekannt als            | Alter | Beleg |
| ------ | ------------------------- | ----------------------------- | ----- | ----- |
| 1. Mai | Peder Lykke               | dänischer Erzbischof          |       |       |
| 4. Mai | Engelbrekt Engelbrektsson | schwedischer Freiheitskämpfer |       |       |
| 4. Mai | Johann I.                 | Graf von Foix                 |       |       |

## Juli
| Tag      | Name                       | Beruf, bekannt als               | Alter | Beleg |
| -------- | -------------------------- | -------------------------------- | ----- | ----- |
| 30. Juli | Friedrich III. von Zollern | Bischof von Konstanz (1434–1436) |       |       |

## August
| Tag        | Name              | Beruf, bekannt als                 | Alter | Beleg |
| ---------- | ----------------- | ---------------------------------- | ----- | ----- |
| 15. August | Paulus Oldenborch | Ratssekretär der Hansestadt Lübeck |       |       |

## September
| Tag           | Name                   | Beruf, bekannt als                     | Alter | Beleg |
| ------------- | ---------------------- | -------------------------------------- | ----- | ----- |
| 8. September  | Wilhelm                | Fürst zu Wenden, Herr zu Werle-Güstrow |       |       |
| 22. September | Christoph von Rotenhan | Bischof von Lebus                      |       |       |

## Oktober
| Tag         | Name                  | Beruf, bekannt als                      | Alter | Beleg |
| ----------- | --------------------- | --------------------------------------- | ----- | ----- |
| 6. Oktober  | Focko Ukena           | ostfriesischer Häuptling                |       |       |
| 9. Oktober  | Jakobäa               | Erbin von Hennegau, Holland und Seeland | 35    |       |
| 22. Oktober | Paul von Blankenfelde | Berliner Bürgermeister                  |       |       |

## Dezember
| Tag          | Name                    | Beruf, bekannt als     | Alter | Beleg |
| ------------ | ----------------------- | ---------------------- | ----- | ----- |
| 20. Dezember | Johann von Fleckenstein | Bischof von Basel      |       |       |
| 23. Dezember | Wulbrand von Hallermund | Abt von Corvey         |       |       |
| 30. Dezember | Ludwig III.             | Kurfürst von der Pfalz | 58    |       |

## Datum unbekannt
| Tag | Name                       | Beruf, bekannt als                                    | Alter | Beleg |
| --- | -------------------------- | ----------------------------------------------------- | ----- | ----- |
|     | Alexandru Aldea            | Fürst der Walachei (1431–1436)                        |       |       |
|     | Anna von der Mark-Arenberg | Äbtissin im Stift Freckenhorst                        |       |       |
|     | Engelhard von Murach       | Abt von Reichenbach                                   |       |       |
|     | Albert Erp                 | Kaufmann und Ratsherr der Hansestadt Lübeck           |       |       |
|     | Heilwig von Holstein       | Gräfin von Oldenburg                                  |       |       |
|     | Khai Bua Ban               | König von Lan Chang                                   |       |       |
|     | Qadi Zada                  | Mathematiker und Astronom                             |       |       |
|     | Jakob Rodewitz             | deutscher Rechtswissenschaftler                       |       |       |
|     | Tideman Soling             | deutscher Kaufmann und Ratsherr der Hansestadt Lübeck |       |       |